# Jevgenij Kulikov

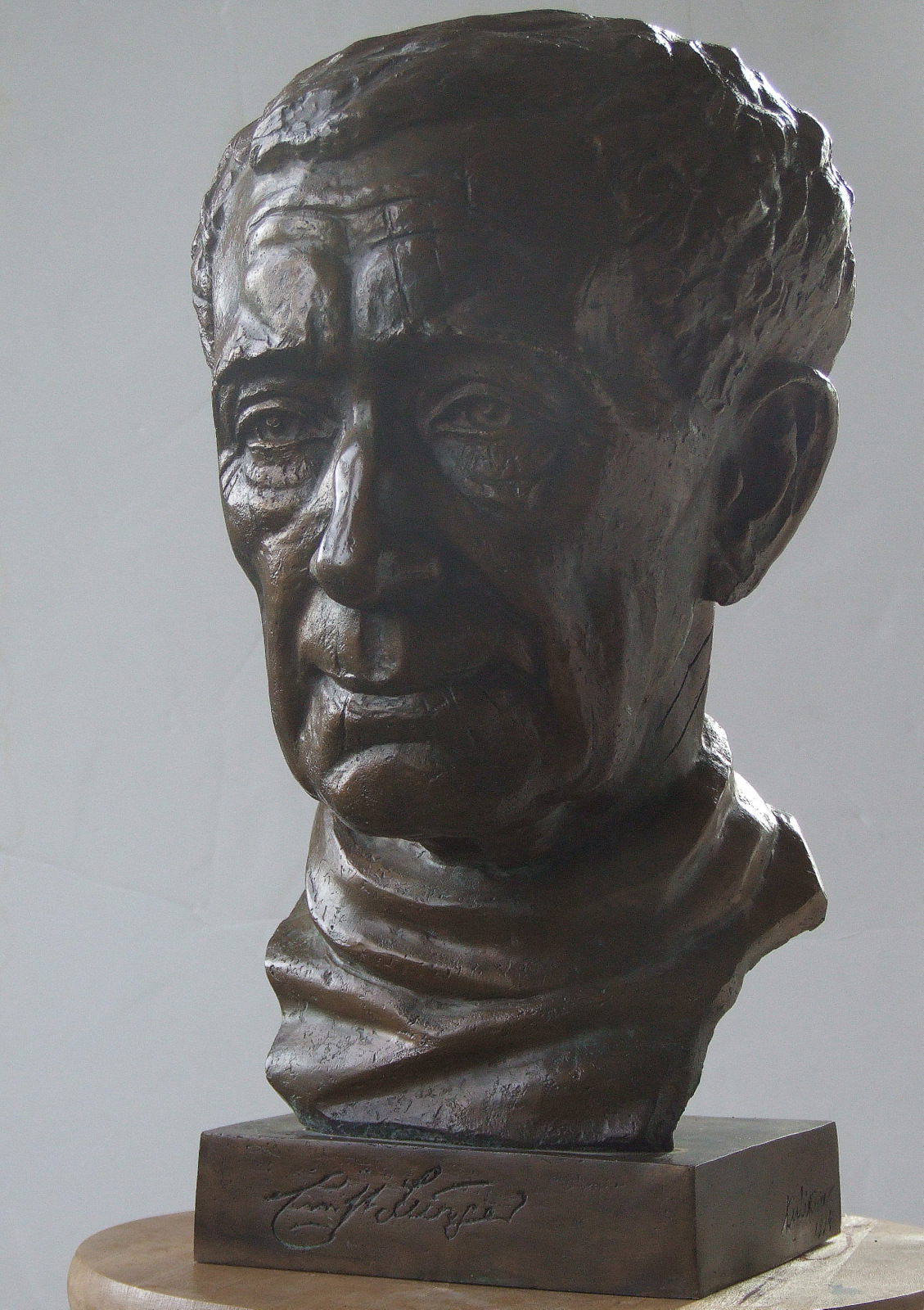
Jevgenij Kulikov: Ernst Jünger, 1995

Jevgenij Kulikov (ukrainisch Євген Леонідович Куликов, Jewgen Leonidowytsch Kulykow; * 25. Mai 1946 in Kiew)
ist ein Bildhauer, Maler und Kulissenbildner.

## Leben
Jevgenij Kulikov wurde am 25. Mai 1946 in Kiew geboren. Nach dem Abschluss seines Kunststudiums an der Nationalen Akademie der Bildenden Künste und Architektur in Kiew wurde er durch seine Monumentalplastiken an verschiedenen öffentlichen Gebäuden bekannt, so etwa seine 11 Meter große Prometheus-Skulptur (1981) an der Nationalen Technischen Universität in Kiew.
Für seinen Beitrag zur Restauration des Kiewer Marienpalasts wurde er 1983 mit dem Schewtschenko-Preis ausgezeichnet.
Seit 1993 lebt Jevgenij Kulikov in Deutschland. 1995 schuf er eine Büste von Ernst Jünger zu dessen hundertstem Geburtstag. Ein Bronzeabguss ist im Jünger-Haus Wilflingen ausgestellt.
In jüngster Zeit ist Kulikov auch als Bühnenbildner am Nationaltheater in Prag tätig.